# Liste der Straßen und Plätze in Berlin-Neu-Hohenschönhausen

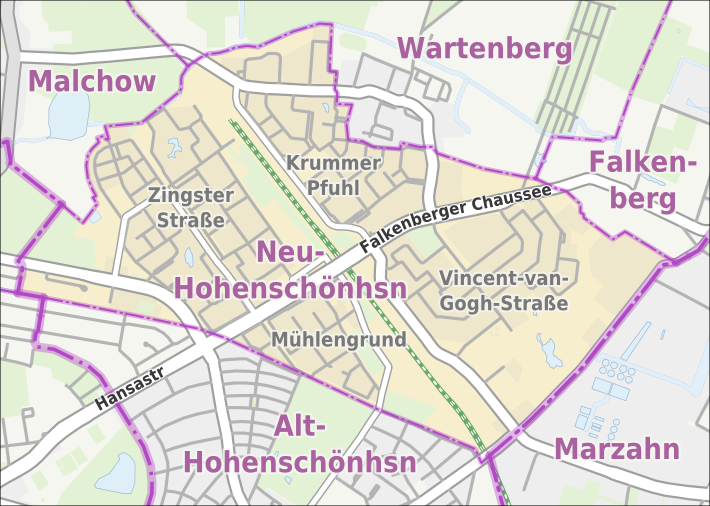
Übersichtskarte von Berlin-Neu-Hohenschönhausen

Diese Liste der Straßen und Plätze in Berlin-Neu-Hohenschönhausen gibt eine komplette Zusammenfassung aller im Berliner Straßenverzeichnis aufgeführten bestehenden Straßen und Plätze des Ortsteils Neu-Hohenschönhausen im Bezirk Lichtenberg. Gleichzeitig ist diese Zusammenstellung ein Teil der Listen aller Berliner Straßen und Plätze.

## Überblick
Der Ortsteil umfasst vorwiegend die Neubaugebiete Hohenschönhausen III bis VII und hat seine Grenze nahe dem Rand dieser Siedlungen. Insgesamt befinden sich 51 Straßen und ein Platz vollständig oder teilweise auf Neu-Hohenschönhausener Gebiet. Die in West-Ost-Richtung verlaufende Falkenberger Chaussee bildet gleichzeitig die Hauptverkehrsachse von Neu-Hohenschönhausen und ist mit rund 2400 Metern innerhalb des Ortsteils deren längste Straße. Die längsten ausschließlich im Ortsteil gelegenen Straßen sind die Ahrenshooper Straße mit etwa 1750 Metern und die Pablo-Picasso-Straße mit 1470 Metern Länge. Bei der Ahrenshooper Straße ergibt sich diese Zahl aus dem Umstand, dass neben der ca. 740 Meter langen Hauptachse diverse Nebenäste mit einer Gesamtlänge von über einem Kilometer mit einfließen. Die kürzeste und per Ende 2011 jüngste Straße mit etwa 175 Metern Länge ist die Straße Zu den Krugwiesen im Gewerbepark nordwestlich der Pablo-Picasso-Straße.
Neu-Hohenschönhausen hat 58.990 Einwohner (Stand: 31. Dezember 2023) und umfasst die Postleitzahlenbereiche 13051, 13053, 13057 und 13059.
Neu-Hohenschönhausen ist in sechs Viertel unterteilt, deren Bau mit Ausnahme der in den 1930er Jahren errichteten Niles-Siedlung ab 1982 begann und 1989 vollendet wurde. Die Viertel als auch der Ortsteil im Ganzen verfügen über eine zentrale Hauptstraße sowie einem Forum, auf welchem sich diverse Einrichtungen wie Apotheken oder Einkaufsmöglichkeiten befinden. Für den Ortsteil sind dies die Falkenberger Chaussee sowie der südwestlich des S-Bahnhofs Hohenschönhausen gelegene Prerower Platz. Neben den in den Vierteln verlaufenden Straßen bestehen einige unabhängige Verbindungen in die benachbarten Ortsteile. Sehr viele der vergebenen Straßennamen richteten sich nach dem Herkunftsort der hier eingesetzten Baufirmen aus den nördlichen Bezirken der DDR.
Das Neubaugebiet Hohenschönhausen III liegt südlich des S-Bahnhofs Hohenschönhausen. Es wurde zwischen 1982 und 1987 errichtet und verfügt mit dem Mühlengrund über ein kleines Zentrum. Die Straßennamen haben ihren Bezug vorwiegend zu Flurstücken auf den Wartenberger Gemarkungen. Die Rüdickenstraße und die Straße Am Breiten Luch stellen die wichtigsten Verbindungen zu den übrigen Bereichen des Ortsteils dar.
Das Neubaugebiet Hohenschönhausen IV, auch als Ostseeviertel bezeichnet, liegt westlich des S-Bahnhofs Hohenschönhausen und wurde zwischen 1984 und 1988 errichtet. Die Straßen erhielten Namen vorwiegend nach Orten auf der Halbinsel Fischland-Darß-Zingst. Die vom Prerower Platz in nordwestliche Richtung führende Zingster Straße sowie die quer verlaufende Ribnitzer Straße bilden die zentralen Erschließungsstraßen. Das Einkaufszentrum RiZ als Forum befindet sich an der Kreuzung beider Straßen. An das Viertel schließt sich unmittelbar nordwestlich die Niles-Siedlung an.
Hohenschönhausen V und VI befinden sich nördlich des S-Bahnhofs Hohenschönhausen und werden manchmal als ein Viertel betrachtet. Die Viertel wurden zwischen 1984 und 1989 errichtet. Die Straßen sind vorwiegend nach Städten aus dem heutigen Mecklenburg-Vorpommern benannt. Zentrale Straßen sind die Grevesmühlener Straße in Hohenschönhausen VI und die Ernst-Barlach-Straße in Hohenschönhausen V, darüber hinaus die westlich tangierende Egon-Erwin-Kisch-Straße sowie die östlich tangierende Prendener Straße. Die Foren sind zwischen der Grevesmühlener Straße und der Falkenberger Chaussee in den Falkenberger Bögen sowie südlich der Ernst-Barlach-Straße eingefügt worden. Das Viertel entlang der Ernst-Barlach-Straße wird auch als ,Siedlung Krummer Pfuhl’ nach dem markanten Gewässer des Krummen Pfuhls bezeichnet.
Hohenschönhausen VII entstand zwischen 1986 und 1988 und erstreckt sich östlich des S-Bahnhofs Hohenschönhausen. Die nach uckermärkischen Gewässern und Orten benannten Straßen sind bogenförmig von der Falkenberger Chaussee ausgehend angelegt und kreuzen die Vincent-van-Gogh-Straße als zentrale Hauptstraße. An der Kreuzung dieser mit der Welsestraße steht das Einkaufszentrum Welse-Galerie 2 als Forum. Die südwestlich tangierende Pablo-Picasso-Straße ist eine weitere Hauptstraße des Viertels und Teil der Verbindung von Neu-Hohenschönhausen in den benachbarten Ortsteil Marzahn.

## Übersicht der Straßen und Plätze
Die nachfolgende Tabelle gibt eine Übersicht über die vorhandenen Straßen und Plätze im Ortsteil sowie einige dazugehörige Informationen.
- Name/Lage: aktuelle Bezeichnung der Straße oder des Platzes. Über den Link Lage kann die Straße oder der Platz auf verschiedenen Kartendiensten angezeigt werden. Die Geoposition gibt die Lage der ungefähren Mitte der Straßenlänge an.
- Im amtlichen Straßenverzeichnis nicht aufgeführte Verkehrswege sind mit * gekennzeichnet.
- Ehemalige oder nicht mehr gültige Straßennamen sind kursiv gesetzt. Für bedeutende ehemalige Straßen oder historische Straßennamen ist gegebenenfalls eine gesonderte Liste vorhanden.
- Länge/Maße in Metern:
Die in der Übersicht enthaltenen Längenangaben sind  gerundete Übersichtswerte, die in Google Earth mit dem dortigen Maßstab ermittelt wurden. Sie dienen Vergleichszwecken und werden, sofern amtliche Werte bekannt sind, ausgetauscht und gesondert gekennzeichnet.
Bei Plätzen sind die Maße in der Form a × b für rechteckige Anlagen und für (ungefähr) dreieckige Anlagen als a × b × c mit a als längster Seite angegeben.
Sofern die Straße auch in benachbarte Ortsteile weiterführt, gibt der Zusatz ‚im Ortsteil‘ an, wie lang der Straßenabschnitt innerhalb des Ortsteils dieses Artikels ist.
- Namensherkunft: Ursprung oder Bezug des Namens.
- Anmerkungen: weitere Informationen über anliegende Baudenkmale oder Institutionen, die Geschichte der Straße und historische Bezeichnungen.
- Bild: Foto der Straße oder eines anliegenden Objektes.

| Name/Lage                      | Länge/Maße (Meter) | Namensherkunft | Datum der Benennung | Anmerkungen | Bild |
| ------------------------------ | ------------------ | --- | ------------------- | --- | --- |
| Ahrenshooper Straße (Lage)     | 1750               | Ahrenshoop, Gemeinde in Mecklenburg-Vorpommern                                                                              | 28. März 1984       | Die Straße befindet sich in dem von Zingster, Ribnitzer und Wustrower Straße eingeschlossenen Gebiet und verläuft in ihrer Hauptachse parallel zur Zingster Straße. Unter Berücksichtigung ihrer sechs zur Zingster und Wustrower Straße führenden Seitenäste ist sie die längste ausschließlich im Ortsteil gelegene Straße. | Ahrenshooper Straße |
| Am Berl (Lage)                 | 0920               | Berl, Gewässer in Hohenschönhausen                                                                                          | 28. März 1984       | Die Straße führt von der Zingster Straße aus zur Ribnitzer Straße und umführt dabei den namensgebenden Berl. Der Begriff Berl (Sumpf) ist möglicherweise namensgebend für die Stadt Berlin. | Am Berl |
| Am Breiten Luch (Lage)         | 0740               | Breites Luch, ehemaliges Feuchtgelände nahe der Straße                                                                      | 6. Okt. 1982        | Die Straße führt in nordwest-südöstlicher Richtung durch das Viertel am Mühlengrund. Neben sechs- bis elfgeschossiger Wohnbebauung befinden sich an der Straße diverse Schulen und der Sportplatz Am Breiten Luch. | Am Breiten Luch |
| Barther Straße (Lage)          | 1015               | Barth, Stadt in Mecklenburg-Vorpommern                                                                                      | 28. März 1984       | Die Straße führt von der Zingster Straße aus zunächst zur Darßer Straße und danach in unmittelbarer Nähe zu dieser bis zur Ribnitzer Straße. Eine Gedenktafel am Haus Nummer 3 erinnert daran, dass hier 1984 der Grundstein für die Großwohnsiedlung Hohenschönhausen gelegt wurde. | Barther Straße |
| Biesenbrower Straße (Lage)     | 1390               | Biesenbrow, Stadtteil der Stadt Angermünde in Brandenburg                                                                   | 19. Dez. 1986       | Die Straße befindet sich im Viertel beiderseits der Vincent-van-Gogh-Straße und verläuft in einem Bogen von der Welsestraße über die Vincent-van-Gogh-Straße zur Randowstraße. | Biesenbrower Straße |
| Borner Straße (Lage)           | 0390               | Born a. Darß, Gemeinde in Mecklenburg-Vorpommern                                                                            | 28. März 1984       | Die Straße führt von der Dierhagener Straße aus zunächst bis zum Barther Pfuhl, knickt dort ab und endet an der Barther Straße. | Borner Straße |
| Crivitzer Straße (Lage)        | 0350               | Crivitz, Stadt in Mecklenburg-Vorpommern                                                                                    | 21. Mai 1986        | Die Straße verläuft von der Grevesmühlener Straße über die Demminer Straße bis zur Neubrandenburger Straße. | Crivitzer Straße |
| Darguner Straße (Lage)         | 105                | Dargun, amtsfreie Landstadt im Norden des Landkreises Mecklenburgische Seenplatte                                           | 2. Jan. 2015        | „Die bereits öffentlich gewidmete Verbindungsstraße zwischen der Neubrandenburger Straße und der Woldegker Straße erhält den Namen Darguner Straße. Das hat die Bezirksverordnetenversammlung auf Empfehlung des Kulturausschusses beschlossen. Patin ist die Stadt Dargun, die im Norden des Landkreises Mecklenburgische Seenplatte liegt, weil bereits im Umfeld der Straße in Neu-Hohenschönhausen eine entsprechende Namensfamilie aus dem Bundesland Mecklenburg-Vorpommern besteht.“ Die Darguner Straße begrenzt den vorher unbebauten Bereich Neubrandenburger (# 31, 33), Rostocker, Woldegker Straße zwischen der Grünfläche und dem Kita-Grundstück. Nach 2015 wurden hier auf 0,66 ha 23 weiße Reihenhäuser mit Anthrazitakzenten in drei Zeilen errichtet, die zusammen eine Objektgemeinschaft bilden: Woldecker Straße 31–45 (ungerade), Darguner Straße 4–16, 18–30 (gerade). | Reihenhäuser Darguner Straße |
| Darßer Straße (Lage)           | 1145 (im Ortsteil) | Darß, Teil der Halbinsel Fischland-Darß-Zingst in Mecklenburg-Vorpommern                                                    | 18. Jan. 1990       | Die Straße verlief ursprünglich nur von der Falkenberger Chaussee bis zur Ribnitzer Straße und wurde 1992 über die Darßer Brücke zur Roelckestraße in Weißensee verlängert. Ein kurzes Stück am Anfang liegt in Alt-Hohenschönhausen, der Abschnitt westlich des Fußweges zur Perler Straße befindet sich in Weißensee. | Darßer Straße |
| Demminer Straße (Lage)         | 0520               | Demmin, Stadt in Mecklenburg-Vorpommern                                                                                     | 10. Apr. 1985       | Die Straße führt von der Egon-Erwin-Kisch-Straße aus über die Crivitzer Straße und endet an der Neubrandenburger Straße. In dieser Straße (Hausnummer 4) hat die Jugendkunstschule Lichtenberg ihren Sitz. | Demminer Straße |
| Dierhagener Straße (Lage)      | 0420               | Dierhagen, Gemeinde in Mecklenburg-Vorpommern                                                                               | 28. März 1984       | Die Straße im Ostseeviertel führt von der Zingster Straße aus zur Barther Straße. | Dierhagener Straße |
| Doberaner Straße (Lage)        | 0680               | Bad Doberan, Stadt in Mecklenburg-Vorpommern                                                                                | 28. März 1984       | Die Straße befindet sich im Nordwesten des Ortsteils und verläuft von der Zingster Straße aus in einem Bogen zur Ribnitzer Straße. Der mittlere Abschnitt der Straße verläuft dabei durch die Niles-Siedlung. Anhand des Straßenverlaufs ist der ursprünglich hufeisenförmig geplante Grundriss der Siedlung gut zu erkennen. Zuvor wurde sie als Straße 10 bezeichnet. | Doberaner Straße |
| Egon-Erwin-Kisch-Straße (Lage) | 1335               | Egon Erwin Kisch (1885–1948), österreichisch-ungarischer bzw. tschechoslowakischer Schriftsteller, Journalist und Reporter. | 10. Apr. 1985       | Die Straße führt von der Falkenberger Chaussee östlich des S-Bahnhof Hohenschönhausen aus am Berliner Außenring entlang und endet an der Ecke Ernst-Barlach-Straße und Wartenberger Weg. | Egon-Erwin-Kisch-Straße |
| Ernst-Barlach-Straße (Lage)    | 0610 (im Ortsteil) | Ernst Barlach (1870–1938), deutscher Bildhauer, Schriftsteller und Zeichner                                                 | 31. Aug. 1992       | Die Straße beginnt am Fennpfuhlweg kurz hinter der Grenze zu Wartenberg als Verlängerung der Dorfstraße und führt von dort aus bis zur Kreuzung Egon-Erwin-Kisch-Straße, wo sie in den Wartenberger Weg übergeht. Bis 1992 hieß sie Fritz-Große-Straße, davor trug sie bis 1985 den überlieferten Namen Malchower Weg. | Ernst-Barlach-Straße |
| Falkenberger Chaussee (Lage)   | 2375 (im Ortsteil) | Falkenberg, Ortsteil im Bezirk Lichtenberg                                                                                  | Anf. 19. Jh.        | Die Straße ist Teil der historischen Verbindung Berlin und Bad Freienwalde (Oder). Sie wurde zu Beginn des 19. Jahrhunderts zur Chaussee ausgebaut. Die Chaussee ist bis zur Welsestraße vierspurig samt Mittelstreifen für die Straßenbahn ausgebaut und verläuft dann zweispurig nach Falkenberg weiter. Mit Ausnahme eines kurzen Stücks am Anfang befindet sich die Straße komplett in Neu-Hohenschönhausen. | Falkenberger Chaussee |
| Gehrenseestraße (Lage)         | 0250 (im Ortsteil) | Gehrensee, Gewässer im Ortsteil Falkenberg                                                                                  | 11. Jan. 1980       | Die Straße verläuft von der Wartenberger Straße in Alt-Hohenschönhausen kommend nach Falkenberg. Ab dem gleichnamigen S-Bahnhof Gehrenseestraße verläuft sie entlang der Grenze zwischen Neu-Hohenschönhausen und Marzahn und endet wenige Meter dahinter an der Kreuzung mit der Pablo-Picasso-Straße und Bitterfelder Straße wo sie in die Hohenschönhauser Straße übergeht. Zuvor hieß sie Falkenberger Straße. | Gehrenseestraße |
| Graaler Weg (Lage)             | 0310               | Graal-Müritz, Gemeinde in Mecklenburg-Vorpommern                                                                            | 21. Feb. 2000       | Die Straße verläuft von der Darßer Straße nahe der Grenze zur Stadtrandsiedlung Malchow zunächst nach Süden und anschließend parallel zu dieser. Sie endet an einem Seitenarm der Darßer Straße, welcher in Verlängerung der Ribnitzer Straße besteht. Die Straße soll zur Erschließung eines Gewerbegebietes südlich der Darßer Straße dienen. | Graaler Weg |
| Grevesmühlener Straße (Lage)   | 0595               | Grevesmühlen, Stadt in Mecklenburg-Vorpommern                                                                               | 21. Mai 1986        | Die Straße führt nördlich parallel zur Falkenberger Chaussee von der Egon-Erwin-Kisch-Straße zur Prendener Straße. Auf mittlerer Höhe befindet sich die Einkaufspassage Falkenbogen. | Grevesmühlener Straße |
| Hagenower Ring (Lage)          | 0600               | Hagenow, Stadt in Mecklenburg-Vorpommern                                                                                    | 10. Apr. 1985       | Die Straße geht von der Kreuzung Ernst-Barlach-Straße / Egon-Erwin-Kisch-Straße / Wartenberger Weg nach Norden ab und endet nach zwei Bögen wieder an der Ernst-Barlach-Straße. | Hagenower Ring |
| Hauptweg (Lage)                | 0105 (im Ortsteil) | entsprechend seiner Bedeutung als zentrale Straße der KGA Falkenhöhe 1932                                                   | nach 1932           | Die Straße ist die zentrale Straße der in Wartenberg gelegenen Siedlung Falkenhöhe. Abgesehen von einem kurzen Stück nördlich der Falkenberger Chaussee befindet sich die Straße in Wartenberg. | Hauptweg |
| Hohenschönhauser Straße (Lage) | 1410 (im Ortsteil) | Alt-Hohenschönhausen, Ortsteil im Bezirk Lichtenberg                                                                        | um 1900             | Die Straße führt als Verlängerung der Gehrenseestraße entlang der Grenze zu Marzahn in Richtung Falkenberg und endet östlichen Rand des Falkenberger Dorfkerns an der Kreuzung Dorfstraße/Ahrensfelder Chaussee. | Hohenschönhauser Straße |
| Hohenschönhauser Weg (Lage)    | 0795 (im Ortsteil) | Alt-Hohenschönhausen, Ortsteil im Bezirk Lichtenberg                                                                        | überliefert         | Die Straße bildet die historische Verbindung zwischen Alt-Hohenschönhausen und Malchow. Mit dem Bau der Wohnsiedlung wurde aus der Straße ein Fußweg und das südliche Ende zu Gunsten eines Ausbaus der Darßer Straße aufgegeben. | Hohenschönhauser Weg |
| Klützer Straße (Lage)          | 0395               | Klütz, Stadt in Mecklenburg-Vorpommern                                                                                      | 21. Mai 1986        | Die Straße führt von der Grevesmühlener Straße über einen Bogen nach Norden und endet an der Neubrandenburger Straße unmittelbar vor dem Wartenberger Gutshof und der Ortsteilgrenze. | Klützer Straße |
| Kröpeliner Straße (Lage)       | 0295               | Kröpelin, Stadt in Mecklenburg-Vorpommern                                                                                   | 21. Mai 1986        | Die Straße führt von der Grevesmühlener Straße aus zur Neubrandenburger Straße. Ein weiterer Straßenast führt weiterhin zu einem Seitenarm der Grevesmühlener Straße und endet vor diesem als Sackgasse. | Kröpeliner Straße |
| Kühlungsborner Straße (Lage)   | 0315               | Kühlungsborn, Stadt in Mecklenburg-Vorpommern                                                                               | 28. März 1984       | Die Straße führt von der Doberaner Straße aus zunächst durch die Niles-Siedlung und anschließend durch den Rand des Neubaugebietes zur Zingster Straße. Zuvor wurde sie als Straße 12 bezeichnet. | Kühlungsborner Straße |
| Matenzeile (Lage)              | 0510               | Mate: Flurname und Längen- oder Flächenmaß                                                                                  | 6. Okt. 1982        | Die Straße befindet sich im Viertel am Mühlengrund und führt als Sackgasse nahe der Falkenberger Chaussee beginnend zum Röttkenring. Der letzte Abschnitt zwischen Rüdickenstraße und Röttkenring ist für den Durchgangsverkehr gesperrt. Gleichzeitig befand sich dort bis 2001 das Bezirksamt Hohenschönhausen. | Matenzeile |
| Neubrandenburger Straße (Lage) | 1115               | Neubrandenburg, Stadt in Mecklenburg-Vorpommern                                                                             | 10. Apr. 1985       | Die Straße bildet die Grenze zwischen den Neubaugebieten Hohenschönhausen V und VI und verläuft annähernd in Ost-West-Richtung von der Prendener Straße zur Egon-Erwin-Kisch-Straße. Nördlich des Ostabschnittes verläuft die Ortsteilgrenze zu Wartenberg. | Neubrandenburger Straße |
| Nienhagener Straße (Lage)      | 0200               | Nienhagen, Gemeinde in Mecklenburg-Vorpommern                                                                               | 28. März 1984       | Die Straße führt parallel zur Ribnitzer Straße an der Rückseite des Einkaufszentrum RiZ entlang und verläuft zwischen Zingster Straße und Zum Hechtgraben. | Nienhagener Straße |
| Pablo-Picasso-Straße (Lage)    | 1470               | Pablo Picasso (1881–1973), spanischer Maler, Grafiker und Bildhauer                                                         | 19. Dez. 1986       | Die Straße führt von der Falkenberger Chaussee ab der Kreuzung Egon-Erwin-Kisch-Straße am Berliner Außenring entlang nach Südosten. Sie bildet den südlichen Abschluss des Viertels entlang der Vincent-van-Gogh-Straße, der südöstliche Abschnitt dient zur Erschließung eines in der Entstehung befindlichen Gewerbegebietes. Die Straße endet an der Kreuzung Gehrenseestraße und Hohenschönhauser Straße und geht dort in die, bereits in Marzahn gelegene, Bitterfelder Straße über. Hier hat die Bezirksverwaltung von Lichtenberg eine Feuerwache errichten lassen: Pablo-Picasso-Straße 34. Der Ortsteil soll über eine eigene Berufsfeuerwehr verfügen und damit die Eintreffzeiten bei der Rettung/bei Notfällen verringern. Der eingeschossige Neubau ist im März 2024 rohbaufertig und wird noch in diesem Jahr in einem ersten Abschnitt eröffnet werden. Zur Ausstattung sollen zunächst gehören: ein großzügiger Übungshof, zwei Lösch- und Hilfsfahrzeuge (LHF), vier Rettungswagen (RTW) (darunter ein Spitzenbedarfs-RTW), ein Verleger-RTW, ein Hubrettungswagen und ein Notarzteinsatzfahrzeug (NAW). In der vollen und dritten Ausbaustufe kommen noch zwei RTW hinzu und insgesamt werden hier dann 180 Feuerwehrleute arbeiten. | Pablo-Picasso-Straße |
| Passower Straße (Lage)         | 0495               | Passow, Gemeinde in Brandenburg                                                                                             | 19. Dez. 1986       | Die Straße befindet sich im Osten des Ortsteils unmittelbar am Rande des Neubaugebietes und führt in einem Bogen südöstlich parallel zur Wartiner Straße entlang. | Passower Straße |
| Postplatz (Lage)               |                    | ehemaliger Post-Standort | 24. Juli 2024       | Nordöstlicher Vorplatz des Bahnhofs Berlin-Wartenberg | |
| Prendener Straße (Lage)        | 0395               | Prenden, Ortsteil der Gemeinde Wandlitz in Brandenburg                                                                      | 21. Mai 1986        | Die Straße bildet die direkte Verbindung zwischen der Falkenberger Chaussee und der Wartenberger Dorfstraße, in die sie nach Passieren der Ortsteilgrenze zu Wartenberg übergeht. Die Straße entspricht in ihrem Verlauf weitgehend der ursprünglichen Fortsetzung der Wartenberger Straße, deren Namen sie von 1906 an trug. Zuvor trug die Straße den überlieferten Namen Wartenberger Weg. | Prendener Straße |
| Prerower Platz (Lage)          | 0280 × 160         | Prerow, Gemeinde in Mecklenburg-Vorpommern                                                                                  | 28. März 1984       | Der Platz ist das Ortsteilzentrum Neu-Hohenschönhausen und gleichermaßen das Zentrum des ehemaligen Bezirks Hohenschönhausen. Das als Prerower Platz benannte Areal umfasst die nördlich der Kreuzung Falkenberger Chaussee Ecke Zingster und Rüdickenstraße gelegene rechteckige Gelände, das neben dem Linden-Center mit der Anna-Seghers-Bibliothek eine Poliklinik und diverse Wohngebäude einschließt. | Prerower Platz |
| Randowstraße (Lage)            | 0910               | Randow, Fluss in Brandenburg und Mecklenburg-Vorpommern                                                                     | 19. Dez. 1986       | Die Straße führt quer zur Vincent-van-Gogh-Straße von der Welsestraße zur Pablo-Picasso-Straße. | Randowstraße |
| Reriker Straße (Lage)          | 0410               | Rerik, Stadt in Mecklenburg-Vorpommern                                                                                      | 28. März 1984       | Die Straße führt von der Doberaner Straße aus in einem Bogen zur Nienhagener Straße. Sie verläuft dabei sowohl durch die Niles-Siedlung, als auch durch das Neubaugebiet an der Zingster Straße. Zuvor wurde sie als Straße 11 bezeichnet. | Reriker Straße |
| Ribnitzer Straße (Lage)        | 1200               | Ribnitz-Damgarten, Stadt in Mecklenburg-Vorpommern                                                                          | 28. März 1984       | Die Straße beginnt südwestlich des S-Bahnhofs Wartenberg im Nordteil des Viertels an der Zingster Straße. Sie führt von dort aus über die Zingster Straße, biegt an der Doberaner Straße nach Süden ab und endet an der Darßer Straße. Als Besonderheit ist erwähnenswert, dass hier der „Monte Balkon“ errichtet wurde, ein aus Betonfertigteilen zusammengefügter Kletterfelsen, betrieben vom AlpinClub Berlin. Im Haus Ribnitzer Straße 1B gibt es das „Kiezlüt’ Nachbarschaftshaus“, das als Kulturtreff genutzt wird. | Ribnitzer Straße |
| Rostocker Straße (Lage)        | 0695               | Hansestadt Rostock, Stadt in Mecklenburg-Vorpommern                                                                         | 10. Apr. 1985       | Die Straße führt im Neubaugebiet am Krummen Pfuhl von der Ernst-Barlach-Straße in verwinkelter Form zur Egon-Erwin-Kisch-Straße. | Rostocker Straße |
| Rotkamp (Lage)                 | 0635               | Rotkamp, alter Flurname auf der Wartenberger Gemarkung                                                                      | 6. Okt. 1982        | Die Straße liegt im Neubaugebiet Hohenschönhausen III und führt von einer Nebenstraße der Falkenberger Chaussee zur Wartenberger Straße. Eine Stichstraße führt Richtung Falkenberger Chaussee und endet davor als Sackgasse. Bemerkenswert ist der hier am kleinen Einkaufszentrum in den 1980er Jahren errichtete Mühlenradbrunnen nach Plänen des Metallkünstlers Achim Kühn. | Rotkamp |
| Röttkenring (Lage)             | 0435               | Röttken, alter Flurname auf der Wartenberger Gemarkung                                                                      | 6. Okt. 1982        | Die Straße im Neubaugebiet Mühlengrund führt halbkreisförmig vom Breiten Luch ab. | Röttkenring |
| Rüdickenstraße (Lage)          | 0825               | Rüdicken, alter Flurname auf der Malchower Gemarkung                                                                        | 6. Okt. 1982        | Die Straße führt von der Falkenberger Chaussee zunächst an der Straßenbahnstrecke Richtung Gehrenseestraße entlang und nach Überquerung dieser zum Breiten Luch. | Rüdickenstraße |
| Schweriner Ring (Lage)         | 0770               | Schwerin, Landeshauptstadt von Mecklenburg-Vorpommern                                                                       | 10. Apr. 1985       | Die Straße führt entsprechend ihrem Namen in einem Bogen nördlich von der Ernst-Barlach-Straße entlang und umführt den von ihm eingeschlossenen L-förmigen Block. Nahe der Straße befindet sich am Seelgraben der nördlichste Punkt des Ortsteils. | Schweriner Ring |
| Seehausener Straße (Lage)      | 0665               | Seehausen, Ortsteil der Gemeinde Oberuckersee in Brandenburg                                                                | 19. Dez. 1986       | Die Straße befindet sich im Süden des Viertels an der Vincent-van-Gogh-Straße und führt von dieser aus mit zwei Ästen zur Pablo-Picasso-Straße. Sie bildet die Grenze zwischen dem Neubaugebiet und dem Gewerbegebiet nördlich der Pablo-Picasso-Straße und dient vorrangig als Verbindung der beiden Hauptstraßen. | Seehausener Straße |
| Ückeritzer Ring (Lage)         | 0400               | Ückeritz, Ostseebad auf der Insel Usedom im Landkreis Vorpommern-Greifswald                                                 | 19. Sep. 2011       | Die Straße zweigt vom Hagenower Ring ab und beschreibt dann einen vollständigen Ring. Sie erschließt eine in den 2010er Jahren angelegte Wohnsiedlung. | Bild gesucht Die Wikipedia wünscht sich an dieser Stelle ein Bild vom Ort mit diesen Koordinaten 52.57812 13.508224 . Weitere Infos zum Motiv findest du vielleicht auf der Diskussionsseite . Falls du dabei helfen möchtest, erklärt die Anleitung , wie das geht. BW |
| Vincent-van-Gogh-Straße (Lage) | 0860               | Vincent van Gogh (1853–1890), niederländischer Maler                                                                        | 30. Sep. 1992       | Die Straße bildet die zentrale Hauptverkehrsstraße des Gebiets Hohenschönhausen VII und führt von der Falkenberger Chaussee aus der Prendender Straße hervorgehend nach Südosten. Die Straße endet am Rande des Neubaugebietes und findet ihre Fortführung in einem Fußweg zum Naturschutzgebiet Falkenberger Krugwiesen. | Vincent-van-Gogh-Straße |
| Warnemünder Straße (Lage)      | 0550               | Warnemünde, Ortsteil der Hansestadt Rostock in Mecklenburg-Vorpommern                                                       | 10. Apr. 1985       | Die Straße befindet sich im Neubaugebiet Krummer Pfuhl und führt von der Ernst-Barlach-Straße parallel zur Egon-Erwin-Kisch-Straße entlang zur Rostocker Straße. | Warnemünder Straße |
| Warnitzer Straße (Lage)        | 0920               | Warnitz, Ortsteil der Gemeinde Oberuckersee in Brandenburg                                                                  | 19. Dez. 1986       | Die Straße führt von der Pablo-Picasso-Straße in das Viertel an der Vincent-van-Gogh-Straße und teilt sich kurz darauf in zwei Äste auf. Der südliche führt zur Randowstraße, der nördliche zur Vincent-van-Gogh-Straße. Die der Falkenberger Chaussee zugewandte nördliche Seite beherbergt mit den Warnitzer Bögen eine kleine Ladenpassage. | Warnitzer Straße |
| Wartenberger Straße (Lage)     | 1285 (im Ortsteil) | Wartenberg, Ortsteil im Bezirk Lichtenberg                                                                                  | vor 1906            | Die Straße führt von der Hauptstraße in Alt-Hohenschönhausen aus nach Nordosten und befindet sich ab der Arnimstraße in Neu-Hohenschönhausen. Die ursprünglich direkte Linienführung über den Berliner Außenring zur Prendener Straße und dem Wartenberger Dorfkern wurde 1983 abgeändert. Die Straße verläuft seitdem parallel zum Außenring und endet nach Unterquerung der Falkenberger Chaussee an der Wustrower Straße. | Wartenberger Straße |
| Wartenberger Weg (Lage)        | 0275 (im Ortsteil) | Wartenberg, Ortsteil im Bezirk Lichtenberg                                                                                  | überliefert         | Die Straße ist die historische Verbindung zwischen Wartenberg und Malchow. Sie beginnt in Malchow an der Dorfstraße, führt von dort aus nach Osten. Ein kurzer Abschnitt zwischen dem Berliner Außenring und dem Seelgraben liegt im Ortsteil Wartenberg. Die Straße endet an der Kreuzung Egon-Erwin-Kisch-Straße und geht dort in die Ernst-Barlach-Straße über. | Wartenberger Weg |
| Wartiner Straße (Lage)         | 0930               | Wartin, Ortsteil der Gemeinde Casekow in Brandenburg                                                                        | 19. Dez. 1986       | Die Straße beginnt in der Nähe zum Falkenberger Dorfkern an der Falkenberger Chaussee und führt von dieser am Rand des Neubaugebietes in einem Bogen zur Biesenbrower Straße. | Wartiner Straße |
| Welsestraße (Lage)             | 1160               | Welse, Fluss in Brandenburg                                                                                                 | 19. Dez. 1986       | Die Straße führt von der Falkenberger Chaussee Höhe Wendeschleife Falkenberg in einem Bogen über die Vincent-van-Gogh-Straße zur Randowstraße. An der Straße sind die örtlichen Einkaufszentren Welse-Galerien 1 und 2 zu finden. | Welsestraße |
| Wiecker Straße (Lage)          | 0415               | Wieck a. Darß, Gemeinde in Mecklenburg-Vorpommern                                                                           | 28. März 1984       | Die Straße befindet sich im Neubaugebiet an der Zingster Straße und führt parallel zu dieser von der Ribnitzer zur Dierhagener Straße. | Wiecker Straße |
| Willy-Abel-Platz (Lage)        |                    | Willy Abel (1875–1951), Konstrukteur und Erfinder                                                                           | 24. Juli 2024       | Südwestlicher Vorplatz des Bahnhofs Berlin-Wartenberg | |
| Woldegker Straße (Lage)        | 0440               | Woldegk, Stadt in Mecklenburg-Vorpommern                                                                                    | 10. Apr. 1985       | Die Straße bildet den westlichen Rand der Neubaugebietes an der Grenze zum Wartenberger Dorfkern und führt von der Ernst-Barlach-Straße zur Neubrandenburger Straße. Westlich der Straße befindet sich der Krumme Pfuhl, unter welchem das Neubaugebiet in dieser Gegend auch bekannt ist. | Woldegker Straße |
| Wustrower Straße (Lage)        | 1090               | Wustrow, Gemeinde in Mecklenburg-Vorpommern                                                                                 | 28. März 1984       | Die Straße führt von der Falkenberger Chaussee aus in geringer Entfernung am Berliner Außenring entlang und endet an der Ribnitzer Straße. Sie bildet den nordwestlichen Abschluss des Viertels an der Zingster Straße. | Wustrower Straße |
| Zingster Straße (Lage)         | 1305               | Zingst, Gemeinde in Mecklenburg-Vorpommern                                                                                  | 28. März 1984       | Die Straße bildet die zentrale Achse des Neubaugebietes Hohenschönhausen III, dem ,Ostseeviertel’. Sie verläuft von der Falkenberger Chaussee Höhe Prerower Platz aus kommend Richtung Nordwesten. Bis zur Ribnitzer Straße ist sie als Hauptverkehrsstraße ausgebaut, danach als Erschließungsstraße. Die Straße endet am Rand des Neubaugebietes an der Doberaner Straße beziehungsweise Am Berl. | Zingster Straße |
| Zu den Krugwiesen (Lage)       | 0175               | Falkenberger Krugwiesen, Landschaftsschutzgebiet im Bezirk Lichtenberg                                                      | 4. Juli 2005        | Die Straße, angelegt bei der Erschließung eines Gewerbegebiets in der betroffenen Gegend, führt in nordwestlicher Richtung von der Pablo-Picasso-Straße ab. Im Jahr 2012 wurde auf Initiative und mit finanziellem Engagement des Wohnungsbauunternehmens Howoge die Herrichtung einer Freizeitsportanlage in Angriff genommen. Auf einer bisherigen Industriebrache entsteht für rund 7000 Euro ein Stadion mit dem Namen ,Gänseblümchen’. | Zu den Krugwiesen |
| Zum Hechtgraben (Lage)         | 0460 (im Ortsteil) | Hechtgraben, Fließgewässer im Bezirk Lichtenberg                                                                            | 28. März 1984       | Die Straße beginnt am Wartenberger Weg in Malchow. Mit Beginn der Niles-Siedlung verläuft sie in Neu-Hohenschönhausen und endet an der Ribnitzer Straße. Zuvor wurde sie als Straße 14 bezeichnet. | Zum Hechtgraben |